# Ulica Zwycięstwa w Koszalinie
Ulica Zwycięstwa – najdłuższa ulica Koszalina, tworząca razem z ulicą Szczecińską oś komunikacyjną wschód-zachód. Od skrzyżowania z ulicami 4 Marca i R. Traugutta do wschodnich granic miasta jest częścią drogę wojewódzką nr 206, która wyprowadza ruch w stronę południowo-wschodnią, do Polanowa. Przy ulicy znajduje się Rynek Staromiejski z siedzibą urzędu miasta.

## Historia
Droga w miejscu dzisiejszej ulicy Zwycięstwa istniała prawdopodobnie jeszcze przed lokacją miasta, jednak dopiero w jej wyniku uzyskała ona swój obecny przebieg. Zachodni odcinek ulicy, wiodący od rynku miejskiego do Bramy Nowej, nosił nazwę Neutorstrasse (Nowobramna), zaś wschodni, od rynku do Bramy Górnej, Bergstrasse (Górska). Od połowy XIX w. ulica Nowobramna była stopniowo wydłużana w kierunku zachodnim, a Górska - wschodnim. Na początku lat 30. XX wieku ul. Nowobramna sięgała przejazdu kolejowo-drogowego na zachodzie, zaś ul. Górska kończyła swój bieg na skrzyżowaniu z ul. Gdańską (Danziger Strasse, dziś ul. Piłsudskiego) na wschodzie. Dalszy odcinek nosił nazwę Rogzower Allee i prowadził do granicy miasta (dalej drogę nazywano Pollnower Chaussee).. W 1939 r. reprezentacyjny odcinek ul. Górskiej pomiędzy Bramą Górną a ul. Gdańską przemianowano na Adolf-Hitler-Strasse.

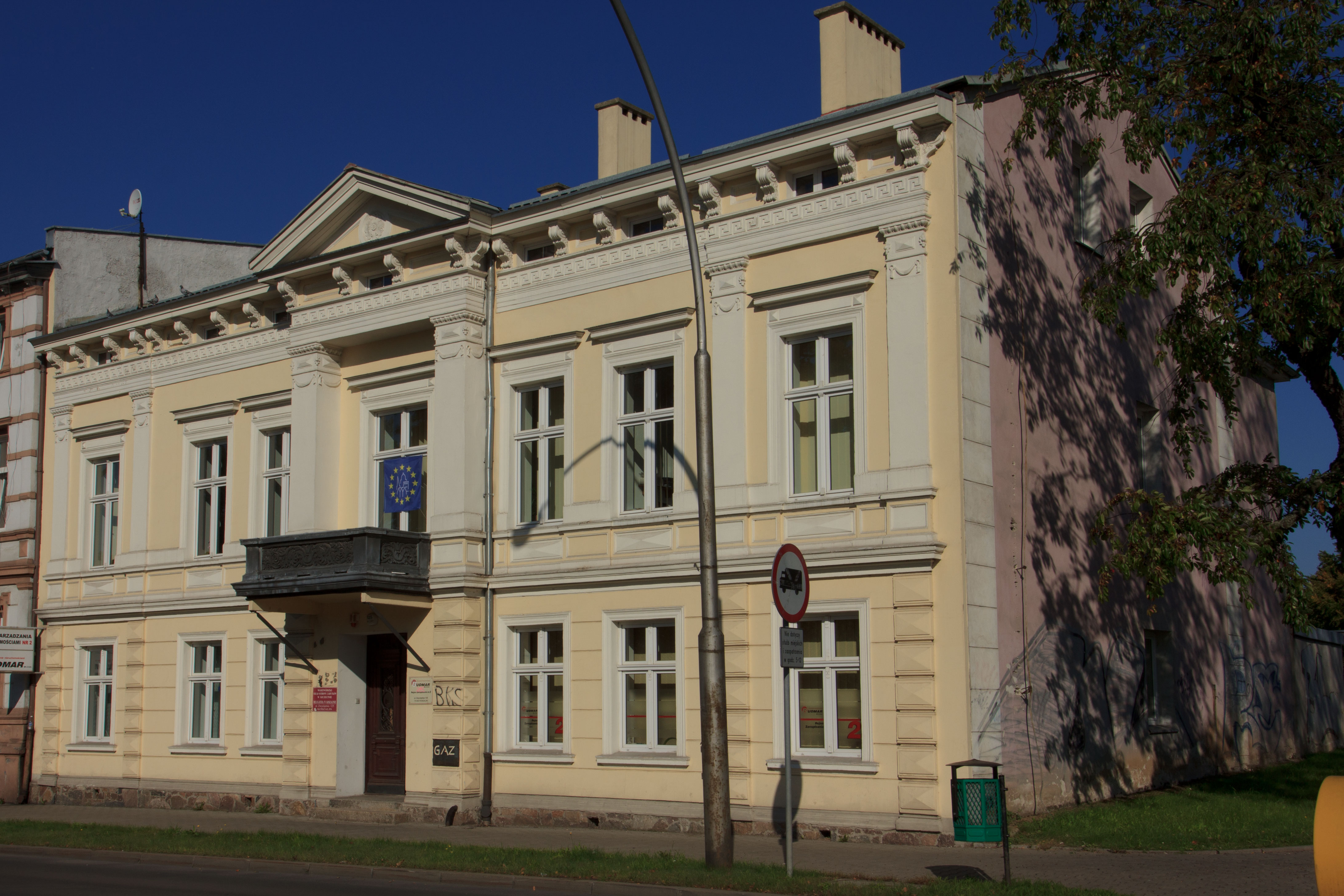
Kamienica przy ul. Zwycięstwa 125 (siedziba konserwatora zabytków)

Po włączeniu miasta do Polski w 1945 r. przystąpiono do polonizacji koszalińskich ulic. Zaplanowano wówczas nazwanie dawnej Bergstrasse imieniem marszałka Polski i ZSRR Konstantego Rokossowskiego, ale ostatecznie przyjęto propozycję pierwszego starosty koszalińskiego, Edmunda Dobrzyckiego, który zaproponował nazwę "Zwycięstwa". Tę jednolitą nazwę otrzymały oddzielne dotąd ulice Nowobramna i Górska. Gdy 4 lutego 1954 r. włączono do Koszalina Rokosowo, przyłączono do ulicy Zwycięstwa dotychczasową główną ulicę Rokosowa, będącą jej bezpośrednim przedłużeniem. Ostatnie przedłużenie ulicy miało miejsce 1 stycznia 1989 r. po włączeniu do miasta Lubiatowa.

## Zabudowa

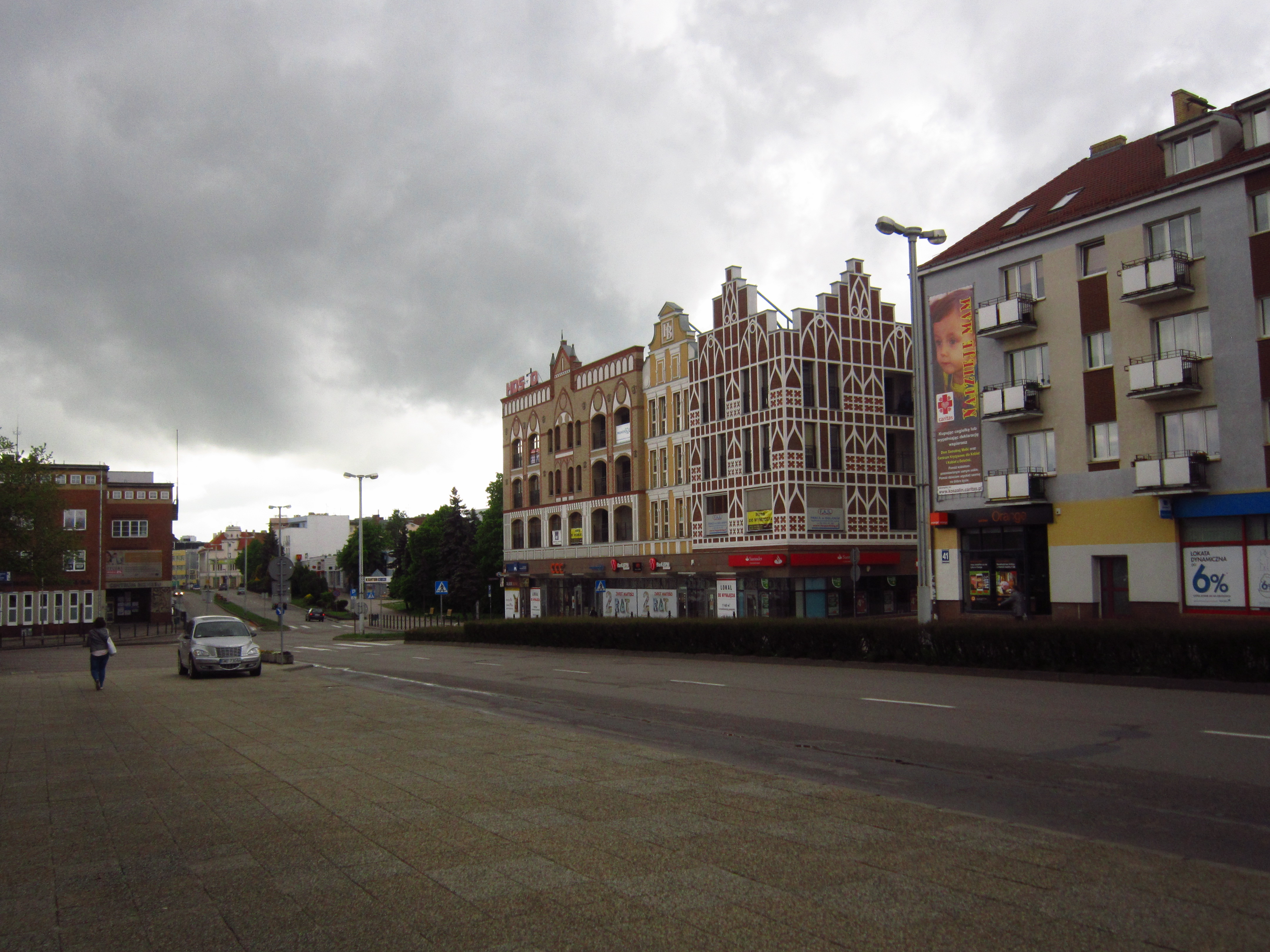
Budynki u zbiegu ul. Zwycięstwa i Kazimierza Wielkiego

Zabudowa ulicy jest zróżnicowana. Na odcinku od ulicy Krakusa i Wandy po parzystej stronie w kierunku wschodnim znajduje się kwartał zabudowy pochodzącej z końca XIX wieku. Zabudowa strony niepatrzystej została w latach 1973–1975 rozebrana w związku z przygotowaniami do uroczystości dożynek ogólnokrajowych i przeprowadzoną rozbudową ulicy.
W części staromiejskiej dominują budynki z lat 50. XX wieku, które zastąpiły kamienice zburzone podczas ofensywy radzieckiej w 1945 r.. Na wschód od Rynku Staromiejskiego ulica jest jednojezdniowa, przecina Park Książąt Pomorskich oraz wybudowane w XIX wieku dawne Przedmieście Fryderyka Wilhelma. 
W dalszej części ulicy, aż do Lubiatowa trzon zabudowy stanowią bloki mieszkalne. Od skrzyżowania z ul. Zieloną pojawia się zabudowa jednorodzinna. Ostatnia część ulicy jest praktycznie niezabudowana.

### Ważne budynki i obiekty
- ul. Zwycięstwa 1 – dworzec autobusowy
- ul. Zwycięstwa 20 – hotel Arka (Ogólnokrajowa Spółdzielnia Turystyczna Gromada), wybudowany w 1960 jako Hotel „Jałta”;
- ul. Zwycięstwa 37 – wybudowany w 2003 zespół budynków, który zastąpił pochodzące z końca XIX wieku kamienice, które wybudowane jako siedziba browaru Aschera. W 1922 po znacznej przebudowie zajął je działający od 1821 Bank Miejski (Stadtbank Köslin) oraz filia Stolper Bank AG (Banku Słupskiego)[8]. Odtworzono pięcioosiową elewację frontową ozdobioną na wysokości drugiej kondygnacji pilastrami międzyokiennymi, wyższe kondygnacje zostały oddzielone poziomym fryzem. Okna trzeciej i czwartej kondygnacji zostały ujęte w zamknięte ostrołukowe blendy, budynek wieńczy fryz arkadowy z tympanonem ujętym dwoma bocznymi iglicami[9];
- ul. Zwycięstwa 42 – budynek Centrum Biznesu, dawniej siedziba oddziału Narodowego Banku Polskiego (1947–2003). Budynek powstał w latach 1936–1938 według projektu Gregora Rosenbauera jako siedziba oddziału Pommerscher Bank, elewacje zdobią płaskorzeźby Kurta Schwerdtfegera[10];
- ul. Zwycięstwa 44 – Dom Handlowy „Saturn” wybudowany w latach 1961–1965, oddany do użytku 28 września 1965 posiada rzadko spotykaną konstrukcję dachu podwieszonego na linach[11]
- ul. Zwycięstwa 105 – Centrum Kultury 105, kino „Kryterium” oraz biuro koncertowe Filharmonii Koszalińskiej i jej pierwsza siedziba. W 1976 powstał w tym budynku Miejski Ośrodek Kultury[12];
- ul. Zwycięstwa 113 – Gdańska Wyższa Szkoła Humanistyczna filia w Koszalinie, w latach 1994–2011 mieściła się tu Bałtycka Wyższa Szkoła Humanistyczna w Koszalinie;
- ul. Zwycięstwa 137-139 – biurowiec Union Tower, wybudowany w pierwszej połowie lat 70. XX wieku dla Ogólnopolskiego Porozumienia Związków Zawodowych (zwyczajowo nazywany „Związkowcem”), w momencie budowy był najwyższym budynkiem w Koszalinie[13];
- ul. Zwycięstwa 202a – kościół parafii św. Marcina;
- ul. Zwycięstwa 204-206 – zabudowania koszar rozformowanej 8 Dywizji Obrony Wybrzeża;
- ul. Zwycięstwa 248 – kościół parafii św. Wojciecha;
- ul. Zwycięstwa 278 – zabudowania Wytwórni Aparatury Mleczarskiej[14]